# العلاقات البيروية الأيرلندية
العلاقات البيروفية الأيرلندية هي العلاقات الثنائية التي تجمع بين بيرو وجمهورية أيرلندا.

## مقارنة بين البلدين
هذه مقارنة عامة ومرجعية للدولتين:
| وجه المقارنة                                              | بيرو                                   | جمهورية أيرلندا                                       |
| --------------------------------------------------------- | -------------------------------------- | ----------------------------------------------------- |
| المساحة (كم2)                                             | 1.29 مليون                             | 70.27 ألف                                             |
| عدد السكان (نسمة)                                         | 32.16 مليون                            | 4.76 مليون                                            |
| الكثافة السكانية (ن./كم²)                                 | 24.93                                  | 67.74                                                 |
| العاصمة                                                   | ليما                                   | دبلن                                                  |
| اللغة الرسمية                                             | اللغة الإسبانية، اللغة الأيمرية، كتشوا | اللغة الأيرلندية، لغة إنجليزية، الإنجليزية الأيرلندية |
| العملة                                                    | سول بيروفي جديد                        | جنيه أيرلندي، يورو، عملات اليورو الأيرلندية           |
| الناتج المحلي الإجمالي (بليون دولار)                      | 211.39 مليار                           | 333.73 مليار                                          |
| الناتج المحلي الإجمالي (تعادل القوة الشرائية) بليون دولار | 393.13 مليار                           | 318.16 مليار                                          |
| الناتج المحلي الإجمالي الاسمي للفرد دولار أمريكي          | 6.03 ألف                               | 61.13 ألف                                             |
| الناتج المحلي الإجمالي للفرد دولار أمريكي                 | 11.99 ألف                              |                                                       |
| مؤشر التنمية البشرية                                      | 0.740                                  | 0.916                                                 |
| رمز المكالمات الدولي                                      | +51                                    | +353                                                  |
| رمز الإنترنت                                              | .pe                                    | .ie                                                   |
| المنطقة الزمنية                                           | توقيت بيرو، 00                         | 00، ت ع م+01:00، أوروبا/دبلن ‏                         |

## منظمات دولية مشتركة
يشترك البلدان في عضوية مجموعة من المنظمات الدولية، منها:
| علم المنظمة | اسم المنظمة                               | تاريخ انضمام بيرو | تاريخ انضمام جمهورية أيرلندا |
| ----------- | ----------------------------------------- | ----------------- | ---------------------------- |
|             | مؤسسة التنمية الدولية                     | 30 أغسطس 1961     | 22 ديسمبر 1960               |
|             | يونسكو                                    | 21 نوفمبر 1946    | 3 أكتوبر 1961                |
|             | وكالة ضمان الاستثمار متعدد الأطراف        | 2 ديسمبر 1991     | 27 أكتوبر 1989               |
|             | الأمم المتحدة                             | 31 أكتوبر 1945    | 14 ديسمبر 1955               |
|             | الفريق المعني برصد الأرض                  | ?                 | ?                            |
|             | الاتحاد البريدي العالمي                   | ?                 | ?                            |
|             | البنك الدولي للإنشاء والتعمير             | 31 ديسمبر 1945    | 8 أغسطس 1957                 |
|             | المنظمة الهيدروغرافية الدولية             | ?                 | ?                            |
|             | الاتحاد الدولي للاتصالات                  | 12 يوليو 1915     | 8 ديسمبر 1923                |
|             | منظمة حظر الأسلحة الكيميائية              | ?                 | ?                            |
|             | مؤسسة التمويل الدولية                     | 20 يوليو 1956     | 11 سبتمبر 1958               |
|             | المركز الدولي لتسوية المنازعات الاستشارية | 8 سبتمبر 1993     | 7 مايو 1981                  |
|             | منظمة التجارة العالمية                    | ?                 | ?                            |
|             | منظمة الشرطة الجنائية الدولية             | ?                 | ?                            |

## وصلات خارجية
- موقع وزارة الخارجية البيروفية
- موقع وزارة الخارجية الأيرلندية